# Aulo Fogar
Aulo Fogar (Cervignano del Friuli, 4 giugno 1925 – ...) è stato un calciatore italiano, di ruolo centrocampista.

## Carriera
Calciatore di ruolo mezzala, dopo essere cresciuto tra le file del C.R.D.A. Monfalcone, con cui esordisce in prima squadra in Serie C, passa alla Pieris. Dopo la guerra viene acquistato dall'Atalanta, con cui debutta in Serie A il 17 novembre 1946 in Napoli-Atalanta (3-1).
L'annata a Bergamo non si rivela fortunata, tanto che l'anno successivo viene ceduto al Mantova in Serie B.
Dopo una sola stagione passa al Venezia, con cui conquista una promozione nel massimo campionato italiano.
Termina la carriera con squadre siciliane militanti in categorie minori.